# Нос-Сады
Нос-Сады — опустевшая деревня в Устьянском районе Архангельской области.

## География
Находится в южной части Архангельской области на расстоянии приблизительно 27 км на восток по прямой от административного центра района поселка Октябрьский.

## История
В 1939 году деревня отмечалась в Митинском сельсовете Устьянского района. До 2022 года деревня входила в Орловское сельское поселение.

## Население
Численность населения не была учтена как в 2002 году, так и в 2010.